# Tanypus similima
Tanypus similima är en tvåvingeart som först beskrevs av Vimmer 1927.  Tanypus similima ingår i släktet Tanypus och familjen fjädermyggor. Inga underarter finns listade i Catalogue of Life.